# 卡里姆·阿布德山米
卡里姆·阿布德山米（Karim Abdelsamie，1995年2月16日—）是一名埃及輕艇運動員，主攻男子單人愛斯基摩艇項目。他曾獲得2016年非洲輕艇錦標賽男子單人愛斯基摩艇200公尺季軍。

## 外部連結
- infoicf.msl.es